# Chiesa dei Santi Simone e Giuda (Libbiano)
La chiesa dei Santi Simone e Giuda si trova a Libbiano, nel comune di Pomarance.

## Descrizione
L'attuale chiesa parrocchiale fu costruita nel 1848 in sostituzione della vecchia chiesa posta dentro il castello. Sul campanile sono collocate tre campane; la più piccola fu fusa nel 1330 da un maestro Airoldo; la mezzana fu fusa dallo stesso maestro nel 1330; la campana grossa fu fusa nel 1869 e poi rifusa nel 1936 perché rotta.
Sulla facciata a capanna, una lapide proveniente dalla vecchia chiesa ci informa che Maestro Ubertino da Como mi fece; Cello di Jacopo, Chele di Riccomanno, Manuello Tancredi e Martino operai di questa chiesa, 13 dicembre 1285.
All'interno, un'acquasantiera ricavata da un capitello corinzio. A sinistra dell'altare il dipinto della Madonna delle Grazie o del Buon Consiglio, proveniente dalla chiesa vecchia. Dietro l'altare è collocata la tela con la Madonna con il Bambino fra i santi Rocco e Barbara, di artista toscano del XVI secolo.